# Partit Popular Evangèlic
El Partit Popular Evangèlic (en neerlandès Evangelische Volkspartij, EVP) fou un partit polític neerlandès fundat el 7 de març de 1981 per antics membres de la Crida Demòcrata Cristiana i progressistes evangèlics que havien abandonat el Partit Antirevolucionari, oposats al seu tarannà conservador. Empra analogies del Nou Testament amb l'ecologisme i pacifisme actuals, i el sermó de la muntanya per a demanar justícia, pau i solidaritat, cercant una alternativa tant al capitalisme com al comunisme.
A les eleccions legislatives neerlandeses de 1982 va obtenir un escó i es mantingué a l'oposició. Es va dividir dos sectors. L'ala esquerran era partidària d'apropar-se al Partit Polític dels Radicals (escindit del Partit Popular Catòlic el 1968) i els seus aliats, el Partit Socialista Pacifista i el Partit Comunista, als que donaren suport a les eleccions europees de 1984. Els centristes eren partidaris de fer-ho amb el Partit del Treball i la CDA. A les eleccions de 1986 va perdre el seu únic escó, cosa que els va forçar a col·laborar amb els seus tres aliats, de tal manera que a les eleccions del 1989 es presentaren dins el nou partit GroenLinks, tot i que fou l'últim grup en integrar-s'hi. El març de 1991 es va dissoldre.

## Resultats electorals
| Any  | Vots   | %    | Escons  | +/- | Govern            |
| ---- | ------ | ---- | ------- | --- | ----------------- |
| 1981 | 45,189 | 0.52 | 0 / 150 | Nou | Extraparlamentari |
| 1982 | 56,466 | 0.69 | 1 / 150 | 1   | Oposició          |
| 1986 | 21,998 | 0.24 | 0 / 150 | 1   | Extraparlamentari |